# Вільшина Остап
Оста́п Вільши́на (Юрій Пантелейчук) (14 березня 1899, Рогізна, тепер мікрорайон Чернівців — 15 травня 1924) — український поет, прозаїк, публіцист, літературний критик

## Життєпис
Остап Вільшина — літературний псевдонім Юрія Пилиповича Пантелейчука.
Після закінчення початкової школи в рідному селі, Юрій навчався, з декількома перервами у Чернівецькій вчительській семінарії. Під час навчання в семінарії заробляв на прожиття репетиторством.
Після закінчення Першої світової війни Північна Буковина переходить під владу Румунії. Навчання в семінарії румунізується. Не зумівши повторно скласти екзамен з румунської мови, Юрій Пантелейчук змушений покинути семінарію. Його мобілізують в румунську армію, звідки він втікає і, разом з дружиною, переходить кордон в Підкарпаття, яке стало після війни частиною Чехословаччини.
В Ужгороді Юрій працює декілька місяців у «Комітеті українських біженців», деякий час проживає у Подебрадах, де слухає лекції в «Українській господарській академії», займається літературною роботою, спілкується з діячами українського руху: Августином Волошиним, Миколою Садовським, Василем Пачовським, Володимиром Бірчаком, Марійкою Підгірянкою та іншими.
У жовтні 1921 року важка недуга змушує Юрія Пантелейчука на сім місяців лягти на лікування в ужгородську лікарню, звідки його, на вимогу Румунії, чехословацька влада депортує в Чернівці.
Знову мобілізація в румунську армію, знову перехід на нелегальне становище, остаточне звільнення на початку 1924 року від воєнної повинності, переїзд в Усть-Путилу, де дружина працює вчителькою. Але задавнена важка хвороба змушує переїхати в Чернівці (приміські Ленківці), де 14 травня 1924 року Юрій Пантелейчук помер і був з почестями похований на місцевому цвинтарі.
Літературну діяльність Юрій Пантелейчук почав у 1920 році. Друкувався в періодичних виданнях Львова, Ужгорода і Чернівців — учительській газеті «Каменярі», журналах «Промінь», «Світ дитини».
Є автором патріотичних і ліричних віршів, творів для дітей, публіцистики. Зазначав, що великий вплив на нього справила творчість П. Тичини. Писав переспіви з Рабіндраната Тагора та інших.

Остап Вільшина з дружиною Параскою

Виступав проти румунської влади, зазнав переслідувань сигуранци, пропагував проукраїнські та прорадянські погляди.
Найкращі твори — цикл «Веснянки», ліричні поезії «Лист до сина», «З Чорногорії».
Підготовлені збірки віршів «З-над Пруту» та «Жмуток незабутків» (1923) не були опубліковані; частина творів по його смерті була вилучена румунською поліцією.
Його іменем у Чернівцях (Ленківцях) названо вулицю, в Рогізні відкрито пам'ятник — скульптор Володимир Гамаль.
2006 року у видавництві «Букрек» вийшла книга «Я — син вільного роду» (Чернівці).

## Оцінка літературознавця[6]
« …Рідко хто з поетичних ровесників Остапа вільшини, який, до речі, не мав навіть закінченої середньої освіти, зазнав завельми стислий час — кілька років — такої, як цей юнак інтенсивної професійної еволюції. Почавши з ліричних мініатюр, де не завжди витримувався навіть віршовий розмір, він через рік-два прийшов до таких витончених поетичних форм, як сонет і тріолет, почав брати на озброєння такі непрості жанри, як лірико-епічна поема, байка, сміховинка.
Промовисте підтвердження непровінційності та літературного професіоналізму Остапа Вільшини, знавця кількох іноземних мов ,- його поетичні переспіви …»